# Erica Fischer
Erica Fisher, född 1 januari 1943 i St Albans, England, är en österrikisk författare, journalist och översättare. På svenska finns endast romanen Aimée & Jaguar utgiven.

## Verk utgivna på svenska
- 1994 - Aimée & Jaguar (Aimée & Jaguar, översättning av Eva Liljegren, Bonnier, 1996)